# وايلد ارمز (لعبة فيديو)
وايلد ارمز  (بالإنجليزية:Wild Arms) لعبة فيديو تقمص الأدوار من تطوير شركة ميديا فيجن ونشر وتوزيع شركة سوني إنتراكتيف إنترتينمنت صدرت لأول مره في 20 ديسبمر 1996 في اليابان وتعمل على جهاز بلاي ستيشن.
في عام 2018 ظهرت اللعبة على جهاز بلاي ستيشن كلاسيك.

## روابط خارجية
- الموقع الرسمي
 (باليابانية)
- وايلد ارمز على موبي جيمز